# Bernart
Bernart o Bernatz (fl. XIII secolo) è un interlocutore che compare in cinque diverse tenzone o partimen insieme ad altri cinque trovatori occitani, quali Guigo (probabilmente Guigo de Cabanes), Bertran, Blacatz, Gaucelm (probabilmente Gaucelm Faidit) e Elias (forse Elias d'Ussel).
Partimen tra Guigo e Bernart
           [Guigo]

           Ar parra si sabetz triar,

           Bernatz, ni chausir per razo

           qual volriatz ad ops d'amar:

           un mantelh fach d'aital faisso

           que ja dona de re de no no.us dia,

           o una lansa dura ab fer trencan

           qu'ab cavalier pro d'armas ni prezan

           no.us encontre que derrocatz no.n sia.

           [Bernart]

           Guigo, anc tot so que volc far

           Rotlan ab son bran fort e bo

           no poc complir ni acabar,

           per qu'a la lansa dic de no;

           lo mantelh vuelh per la genser que sia,

           qu'ab lieys auray tot quan vuelh ni deman,

           et ieu vuelh may complir tot mon talan

           que voler so que complir no poiria.

           [...]
Partimen tra Bernart e Blacatz
           [Bernart]

           Segner Blacaz, ben mi platz e m'ajenza

           que.m respondatz d'aizo qu'eu vos voil dir.

           Cal volriaz [a] vostr'obs retenir

           de doas domnas: bonas son ses falenza,

           d'una beutat e d'un joven,

           mais l'una val mais veramen;

           et cella aurez sol un jorn l'an

           c'a maior prez, l'autr'a vostre talan?

           [Blacatz]

           Amic Bernart, segont ma conoissenza

           vos respondrai cal deu om mais grazir.

           Ades mi platz on plus m'en pois jauzir

           de ma domna, mas per la mais-valenza

           prenc.ab tot meinz de jauzimen,

           cella c'om ten per plus valen:

           s'eu tot m'en suffre plus d'afan

           endreit d'amor, am mais la plus prezan.

           [...]
Partimen tra Bernart e Elias
           [Bernart]

           N'elyas, de dos amadors

           me digatz qals ama plus fort:

           l'us non pot a dreg ni a tort

           mudar qe non parle soven

           de sa domna ab tota gen;

           l'autre no.m parl' a nulla ren qe sia,

           mas en son cor remira nuech e dia,

           pessan, com leis puesca servir en grat:

           ara chausetz lo plus enamorat!

           [Elias]

           En Bernart, plus destreign amors

           l'amic qi non ha nul confort,

           s'en parlan no.s dona conort

           de leis q'ama plus coralmen,

           cant en pot parlar d'avinen,

           qe l'apensat qi tostemps penssaria;

           amar pot el, mas no lo semblaria.

           q'ades parl' om d'aqo qe.l ven a grat,

           e se cal' om qant no.n a volontat.

           [...]
Tenso tra Bernart e Gaucelm
           [Bernart]

           Gauselm, no·m puesc estener

           c'ab vos, iratz, no contenda,

           qu'en talant ai qu'ieu defenda

           las donas a mon poder,

           que vos aug descaptener;

           c'una·m rent cortez'esmenda

           que m'avia fait doler;

           per qu'eu, en lor captener,

           tanh que mos bels digz despenda.

           [Gaucelm]

           Bernart, be sapchatz de ver

           que no vezem que be prenda

           a nuill qu'en dona s'entenda,

           per qu'ie·us ho fauc ans saber

           que fol vo·n fassatz tener,

           ni qu'ela s'amor vos venda;

           e no·i metatz vostr'aver,

           que ben poiriatz decazer,

           s'aviatz mil marcx de renda.

           [...]